# たたみいわし

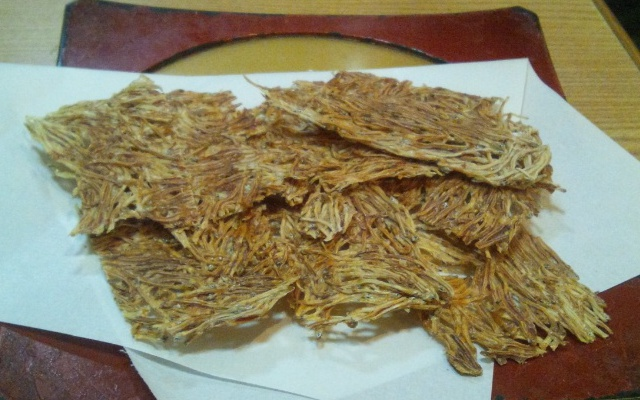
焼かれたたたみいわし

たたみいわし（畳鰯）またはたたみしらすは、カタクチイワシの稚魚のシラスを板状に広げて素干しした加工食品。
酒の肴としても知られるほか、主に静岡県や神奈川県（大磯など）沿岸部の特産品として広く知られる。

## 名称
「かつては畳の表に用いられるイグサの上で干していた」や、「縦横にくっついた板状のシラスが畳のように見える」などが由来とされている。

## 製造
まず、生シラスを冷水で洗い、水槽の中で、竹製の簀（簀の子）または木枠に張った網に薄く並べてシート状に形作る。水中の型枠全体に均一に広げる板状への加工には、熟練を要する。ある程度まで水を切らしたら、取り出して葭簀（よしず）に並べ、天日干しか、または遠赤外線などを含む機械的な方法で乾燥させる。
カタクチイワシのシラスは、あらかじめ厳選し、新鮮かつ1 - 2センチメートル程度の中細で脂肪の少ない個体のみを用いる。鮮度が落ちると、形がくずれて平たく固まってしまい、立体的な高級商品にならない。また、生シラスを使う必要があり、加熱したシラス（釜揚げシラスなど）ではシート状にならない。
かつてはA4サイズで普通に作られていたが、いまではもっぱらはがき大に作られる。

## 利用
たたみいわしの一般成分表 (2010)
特に味付けは施されていないため、軽く炙ってパリパリの食感にしたうえで醤油などを付けると、より美味しく食べられる。
冷蔵庫などの低温暗所にて長期間の保存が可能である。
日本食品標準成分表2010年版によれば、たたみいわしの75パーセントはタンパク質である。
たたみいわしは食品表示法で定める「水産加工食品」に該当する。
2022年の国立健康・栄養研究所の調査によれば、日本全国から1歳以上の住民を無作為に抽出した11月の1日1人あたりの平均摂取量は、しらす干しが0.977グラムだったのに対し、たたみいわしは0.001グラムだった。

## 歴史
1638年成立（1645年刊）の俳諧論書『毛吹草』には、伊予の名産として宇和島鰯を使ったたたみいわしが挙げられている。日本国語大辞典第2版に掲載されている「畳鰯」の語の用例としては、これが最も古い。
1643年の『料理物語』にも、「たたみいわし肴によし」と記載される。
1729年頃に加賀藩台所方の舟木伝内が書いた『料理無言抄』には、「たたみ鰯。御國にても近年これあり。一寸斗（）の子鰯を五寸（約15センチメートル）から六寸（約18センチメートル）四方にフノリの如く四角に干したるものなり。色付焼の取肴に用ゆ可（）し、一段（）によし」と書かれている。
1789年の『寛政武鑑』には、信濃国上田藩の正月の時献上の品として、畳鰯が挙げられている。
1801年の『料理早指南』には、干物魚類調理の部に「畳鰯 是は白すといふ魚の干たる」と書かれており、また「畳さより」や「畳ひしこ」（ヒシコはカタクチイワシの異名）などと散見できる。同時期の『東海道中膝栗毛』には、駿河の瀬戸の話として「時にこの吸物はなんだ。たたみ鰯のせんば煮か」と書かれている。
1847年の『重訂本草綱目啓蒙』（小野蘭山著）には、「うすく板のごとく拵へ乾たるを、しらすぼし 江戸、と云又たたみいはし 同上、と云」と書かれている。
幕末頃に作られたおかずの番付『日々徳用倹約料理角力取組』には、「魚類方」の大関にめざしいわしが挙げられ、以後も「むきみ切干し」「芝えびからいり」「まぐろから汁」に続いて「前頭3枚目」としてたたみいわしが挙げられている。
明治時代から盛んに製造されるようになった。全国各地での自家消費向けの製造が発端となり、神奈川県の湘南から三浦半島付近に専門の加工業者が現れ始め、静岡市用宗地区および神奈川県での生産量が多くなったという。
1874年に東京府が各区戸長に留置者への差し入れ品の一度当たりの上限を通達しており、その中でたたみいわしは「50枚」と定められている。
奥村繁次郎による1905年の『家庭和洋料理法』には、「たゝみ鰯」の料理法として、醤油を塗って付け焼きにするか、2、3日水で戻してから解して吸い物にすることが多いと書かれている。
古くから鶴岡八幡宮への神饌として奉納されている。

## 著名人による言及
1850年代に書かれた土岐村路の『路女日記』には、5年間の食事の中で2回、たたみいわしが登場している。
谷崎潤一郎は1934年の『東京をおもふ』の中で、「鮒の雀焼や浅草海苔やタタミイワシが名物であるという理由が分かる。震災前の東京市が市ではなくて村だといわれたが、震災後の今も、ある意味において田舎なのだ」と書いている。これを読んだ日本に留学経験がある中国の散文作家である周作人は、「谷崎潤一郎は東京の食べ物の脆さ、貧乏さ、豊さのなさ、みすぼらしさを明らかにした」と解釈した。
徳田秋声は1939年7月28日の日記に、「銀座の大黒屋で佃煮、鯵、畳鰯を注文した」と記している。

## たたみいわしが登場する作品
- 永日小品 - 夏目漱石の1909年のエッセー集。「山鳥」という話の中に、菊の花を薄く固めたものを「精進の畳鰯」と称して食べる場面がある。
- 黴 - 徳田秋声の1911年の小説。
- 眠気さま誌 - 「水光山色楼主人編」とされる1911年のこの小噺集には「布海苔の代わりに畳鰯」という話が載せられており、布海苔（「布状の海苔」と読めるが実際には糊の一種）の代用にと畳鰯を売りつけようとする店主が登場する[31]。
- 渋江抽斎 - 森鷗外の1916年の小説。主人公渋江抽斎がたたみいわし好きだったとの描写がある。
- 人間失格 - 太宰治の1948年の小説[20]。
- 酒とたたみいわしの日々 - 浜口乃理子が1995年から2000年にかけて連載していた漫画。